# Portsmouth (Nou Hampshire)
Portsmouth és l'única ciutat del Comtat de Rockingham (Nou Hampshire) dels Estats Units d'Amèrica.

## Demografia
Segons el cens del 2000 Portsmouth tenia 20.784 habitants, 9.875 habitatges, i 4.858 famílies. La densitat de població era de 514,1 habitants per km².
Dels 9.875 habitatges en un 20% hi vivien nens de menys de 18 anys, en un 37,8% hi vivien parelles casades, en un 8,6% dones solteres, i en un 50,8% no eren unitats familiars. En el 38,9% dels habitatges hi vivien persones soles l'11,5% de les quals corresponia a persones de 65 anys o més que vivien soles. El nombre mitjà de persones vivint en cada habitatge era de 2,04 i el nombre mitjà de persones que vivien en cada família era de 2,75.
Per edats la població es repartia de la següent manera: un 17,2% tenia menys de 18 anys, un 7,2% entre 18 i 24, un 36,2% entre 25 i 44, un 23,2% de 45 a 60 i un 16,3% 65 anys o més.
L'edat mediana era de 38 anys. Per cada 100 dones de 18 o més anys hi havia 92 homes.
La renda mediana per habitatge era de 45.195$ i la renda mediana per família de 59.630$. Els homes tenien una renda mediana de 41.966$ mentre que les dones 29.024$. La renda per capita de la població era de 27.540$. Entorn del 6,4% de les famílies i el 9,3% de la població estaven per davall del llindar de pobresa.

## Poblacions properes
El següent diagrama mostra les poblacions més properes.